# ユカイア (オレゴン州)
ユカイア（Ukiah）は、アメリカ合衆国オレゴン州ユマティラ郡の市である。
ペンドルトンとハーミストンを中心とする統計上の都市圏 Pendleton-Hermiston Micropolitan Statistical Area の一部である。